# Coryssocnemis clara
Coryssocnemis clara är en spindelart som beskrevs av Willis J. Gertsch 1971. Coryssocnemis clara ingår i släktet Coryssocnemis och familjen dallerspindlar. Inga underarter finns listade i Catalogue of Life.